# Топонимия Астурии
[[Файл:Toponimia asturiana.png|thumb|right| Советы, чья традиционная топонимика уже обнародована Указом.
{{легенда|#FFFF00|Советы, в которых Toponymy Board завершил свою работу, и ожидают обнародования соответствующего Указа (Год 2024).]]

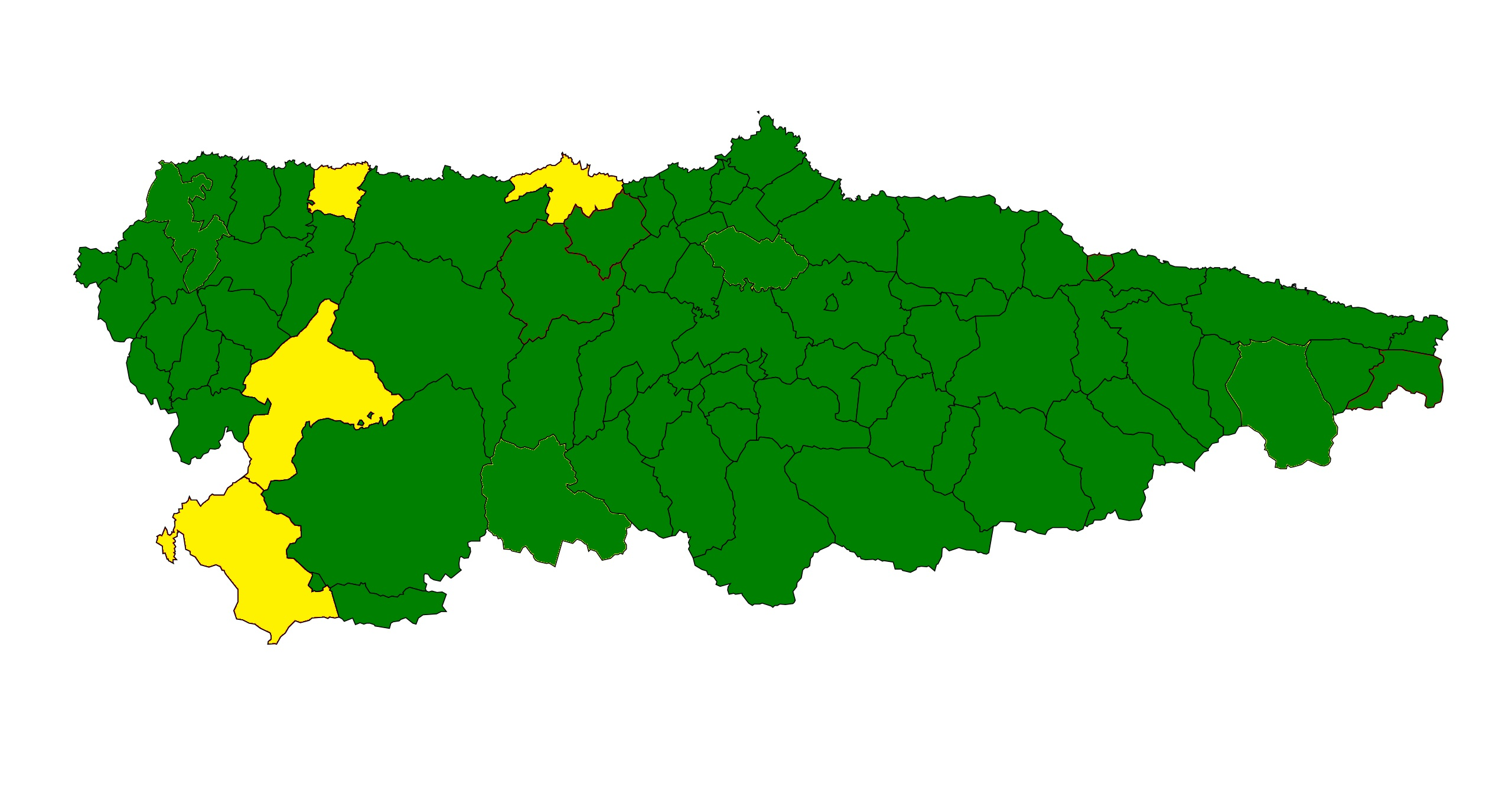
Советы, чья традиционная топонимика уже обнародована Указом.
легенда|#FFFF00|Советы, в которых Toponymy Board завершил свою работу, и ожидают обнародования соответствующего Указа (Год 2024).

Топонимия Астурии (исп. Toponimia asturiana, астур. Toponimia asturiana) — совокупность географических названий, включающая наименования природных и культурных объектов на территории испанского автономного сообщества Астурия.
Топонимическая политика Астурии направлена на восстановление топонимии, считающейся традиционно астурийской. Начало этой политике положено с момента основания Языкового совета в 1974 году и Академии астурийского языка в 1981 году. На административном уровне министерство культуры Астурии создало в 1985 году Консультативный совет по топонимии княжества Астурия и поручило ему детальное изучение традиционных астурийских топонимов.
В 1998 году был принят закон 1/1998 об использовании и продвижении астурийского языка, статья 15.1 которого гласит:
«1.Названия географических объектов Автономного сообщества княжества Астурия будут иметь официальное название в его традиционной форме. Когда название места широко используется в его традиционной форме и на испанском языке, наименование может быть двуязычным.
2.В соответствии с процедурами, которые определены в регламенте Консультативного совета по топонимии княжества Астурия, этот Совет без ущерба для муниципальных и государственных полномочий устанавливает географические названия автономного сообщества».
В соответствии с этим законом Управляющий совет княжества Астурия утвердил два постановления, в соответствии с которыми был разработан Закон о топонимии: Указ 38/2002, регулирующий работу Совета по топонимии Княжества Астурия, и Указ 98/2002, устанавливающий порядок восстановления и фиксации топонимии Астурии.
В последующие годы был принят ещё ряд декретов по вопросам топонимии.